# Кулакова, Галина Алексеевна
Гали́на Алексе́евна Кулако́ва (род. 29 апреля 1942, дер. Логачи, Воткинский район, Удмуртская АССР) — советская лыжница, 4-кратная олимпийская чемпионка, 5-кратная чемпионка мира, обладательница Кубка мира, 39-кратная чемпионка СССР. Заслуженный мастер спорта СССР (1970), заслуженный тренер России. Выступала за общество «Труд».

## Биография и спортивные достижения
Галина Кулакова родилась 29 апреля 1942 года в деревне Логачи Воткинского района Удмуртской АССР, была младшим ребёнком в многодетной крестьянской семье (имела 2 братьев и 6 сестёр). Отец — Кулаков Алексей Николаевич, пропал без вести в сентябре 1941 года. Мать — Кулакова Дарья Арсентьевна (1901—1982), колхозница.
18 мая 1954 года Совет министров УАССР принял решение о перемещении жителей попавших в зону затопления Воткинского водохранилища селений, в число которых вошла и деревня Логачи. Семья Кулаковых переехала в село Степаново.
В юности Галина работала дояркой в совхозе «Воткинский». В 1964 году она гостила у своей сестры Лидии в Воткинске. Лидия работала на машиностроительном заводе и должна была выступать в лыжной гонке на заводских соревнованиях, но заболела. Галина вышла на соревнования под её именем и заняла второе место. На неё обратил внимание тренер Пётр Наймушин и пригласил на соревнования в Ижевск.
В 1962 году Кулакова окончила Ижевское педагогическое училище. В 1964 году была принята инструктором физкультуры на Воткинский машиностроительный завод. В 1966 году переехала в Кемеровскую область, где училась в Прокопьевском техникуме физической культуры.
С 1968 года Кулакова выступала в составе сборной СССР.
- Выиграла все возможные золотые медали в лыжных дисциплинах на Олимпиаде 1972 года в Саппоро (10 км, 5 км и эстафета 3х5 км);
- Олимпийская чемпионка 1976 года в эстафете 3х5 км;
- Вице-чемпионка Олимпийских игр 1968 года (5 км, падение Кулаковой за 500 метров до финиша позволило шведке Тойни Густафссон опередить советскую лыжницу) и 1980 года (эстафета 4х5 км);
- Бронзовый призёр Олимпийских игр 1968 года (эстафета 3х5 км) и 1976 года (5 км);
- Выиграла все возможные золотые медали также и на чемпионате мира 1974 года в Фалуне (10 км, 5 км и 4х5 км);
- Двукратная чемпионка мира 1970 года на 5 км и в эстафете 3х5 км;
- 39-кратная чемпионка СССР: 5 км (1969, 1973, 1974, 1975, 1977, 1979), 10 км (1969, 1970, 1971, 1972, 1973, 1974, 1975, 1977, 1978, 1979, 1982), 20 км (1977, 1978, 1979, 1980, 1981), 30 км (1975, 1976, 1977, 1979, 1980), эстафета 4х5 км (1967, 1969, 1970, 1971, 1972, 1973, 1974, 1975, 1976, 1978, 1979, 1981).
- Обладательница первого Кубка мира 1978/79.

Открытый в Ижевске летом 1972 года монумент «Дружба народов» жители города окрестили «Лыжами Кулаковой».
В 1976 году на Олимпиаде в Инсбруке заняла в гонке на 5 км третье место, но за применение эфедрина (МОК было установлено, что закапывала в нос от простуды) была лишена бронзовой медали. Награда досталась советской лыжнице Нине Балдычёвой, занявшей 4-е место. Тем не менее, дисквалификации Кулаковой на следующие гонки (10 км и эстафета) не последовало.
С 1976 по 1982 год Галина Кулакова занимала должность инструктора физкультуры Комитета по физической культуре и спорту при Совете министров УАССР.
Завершила спортивную карьеру в 1982 году, передав свои лыжи Тамаре Тихоновой. В 1984 году президент МОК Хуан Антонио Самаранч наградил Кулакову серебряным Олимпийским орденом.
В начале 1990-х годов Галина Кулакова поселилась в селе Италмас, где в мае 2001 года был открыт её дом-музей.
В 2002 году в Ижевске на 14-м километре Як-Бодьинского тракта был открыт «Спортивно-оздоровительный лыжный комплекс им. Галины Кулаковой».
8 сентября 2019 года на туркомплексе «Камские дали» в Воткинском районе Удмуртии был открыт памятник лыжнице. Фигура Галины Алексеевны выполнена в полный рост, а на постаменте перечислены все её достижения и награды.
В мае 2022 года в Ижевске была названа улица в честь Галины Кулаковой.

### Государственные награды

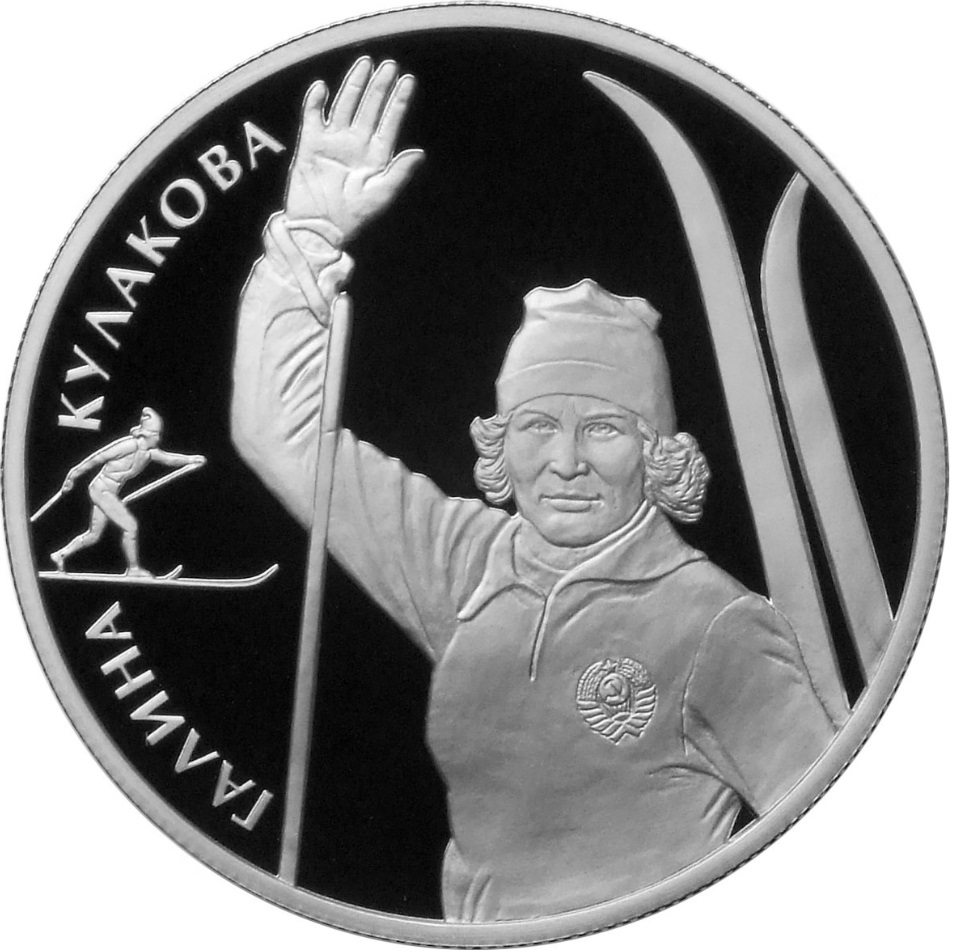
Памятная монета Банка России с портретом Галины Кулаковой. 2 рубля, серебро, 2013 год

- Орден «За заслуги перед Отечеством» IV степени (1997)
- Орден Почёта (27.04.2023)[13]
- Орден Ленина (03.03.1972)
- 3 ордена «Знак Почёта» (09.04.1970; 10.05.1976; 09.04.1980[14])
- Медаль «За трудовое отличие» (24.07.1968)
- Заслуженный тренер России.

### Прочие награды и звания
- Серебряный Олимпийский орден[15]
- Орден «Надежда нации»
- Орден Миротворца I степени[2]
- Почётный гражданин города Ижевска (1988)[16]
- Почётный гражданин Удмуртской Республики
- Заслуженный работник физической культуры Удмуртской Республики
- Знак «За заслуги в развитии физической культуры и спорта» (1992)
- Лучшая спортсменка Удмуртии XX века[7].

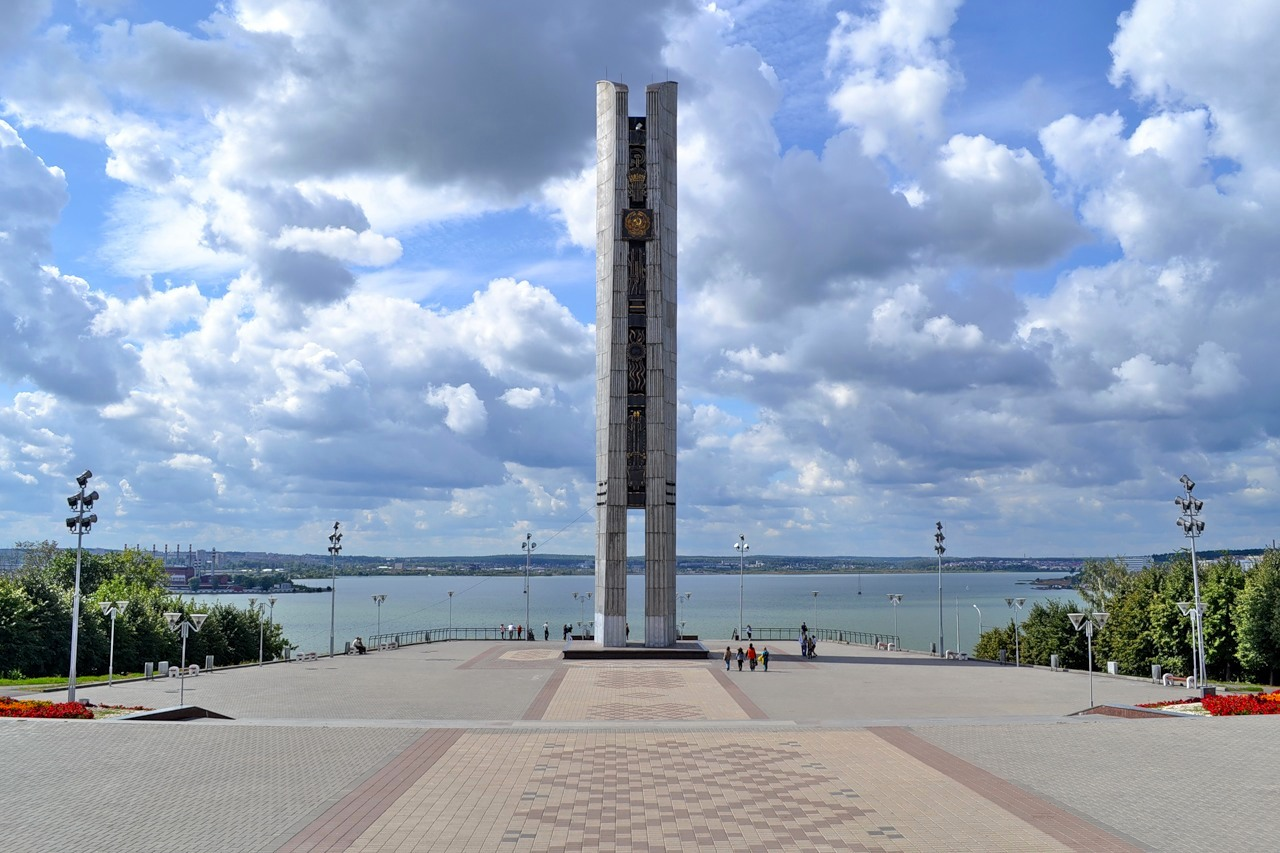
Монумент Дружбы народов («Лыжи Кулаковой»)